# Fiktion
Fiktion (lateinisch fictio „Gestaltung“, „Personifikation“, „Erdichtung“ von fingere „gestalten“, „formen“, „sich ausdenken“) bezeichnet die Schaffung einer eigenen Welt durch Literatur, Film, Malerei oder andere Formen der Darstellung sowie den Umgang mit einer solchen Welt. Bei der Fiktion handelt es sich um eine bedeutende Kulturtechnik, die in weiten Teilen der Kunst zum Einsatz kommt.

## Ansätze und Beschreibungen
Zur Erklärung von Fiktion werden in der Literatur- und Kunsttheorie unter anderem fehlender Wahrheitsanspruch und mangelnde Übereinstimmung mit der Realität herangezogen. Es gibt viele unterschiedliche Ansätze, Fiktion zu erklären. Eine allgemein akzeptierte Theorie der Fiktion gibt es bis heute nicht.
Martínez und Scheffel (2019) unterscheiden und definieren „fingieren“, „fiktional“ und „fiktiv“, wie folgt:
- „fingieren“ steht für im Sinne von (vor-)täuschen;
- „fiktional“ steht im Gegensatz zu „faktual“ bzw. „authentisch“ und bezeichnet z. B. den pragmatischen Status einer Rede;
- „fiktiv“ steht im Gegensatz zu „real“ und bezeichnet den ontologischen Status des in der Rede ausgesagten.

Wolf Schmid sieht in einem fiktionalen Werk alle thematischen Elemente der erzählten Welt als fiktiv an. So sind Personen, Räume, Zeiten, Handlungen, Reden, Gedanken, Konflikte, Motive etc. Bestandteile einer homogenen Ontologie in der fiktiven Welt des Erzählwerks. Gleichgültig wie eng sie mit real existierenden Personen oder Objekten assoziiert wurden, sie bleiben grundsätzlich fiktiv.
Damit bleibt die erzählte Welt, jene Welt, die der Erzähler entwirft. Aber die vom Autor dargestellte Welt hat einen höheren Ordnungsgrad, in sie gehen der Erzähler, sein Adressat ebenso ein, wie das Erzählen selbst. Der Adressat ist der vom Autor intendierte Empfänger.

## Grundzüge der fiktionalen Darstellung
Obwohl es keine unumstrittene Theorie der Fiktion gibt, lassen sich die grundlegenden, charakteristischen Eigenschaften der Phänomene beschreiben, die als Fiktion bezeichnet werden.

### Darstellung und Welt

#### Fiktive Welten
Fiktion erzeugt eine eigene Welt, die sogenannte „fiktive Welt“. Mit „Welt“ wird die Annahme bezeichnet, dass man sich über Handlungen, Ereignisse, Personen, Orte etc. so unterhalten kann, als wären sie denjenigen Regeln der Kontinuität unterworfen, von denen angenommen wird, dass sie für die reale Welt gelten.
Dass die Fiktion eine Welt erzeugt, ermöglicht das Reden über die fiktiven Ereignisse und Gestalten, die in der fiktionalen Darstellung nicht genannt werden. So kann man sich fragen, ob ein fiktives Paar auch „nach dem Ende der Geschichte“ glücklich zusammen bleibt. So kann man etwa davon ausgehen, dass eine fiktive Figur, die sich erst an einem Ort und dann an einem anderen Ort befindet, zwischen beiden Orten gereist ist. Die Kontinuitätserwartung kann auch als gezieltes Gestaltungsmittel eingesetzt werden. Ein sehr radikales Beispiel liefert Die Marquise von O... von Heinrich von Kleist: In dieser Novelle wird eine Vergewaltigung nicht erzählt; dass sie vorgefallen ist, lassen aber die übrigen Ereignisse vermuten.
Für den Fiktionalitätsstatus der Darstellung ist es unerheblich, wie ähnlich eine fiktive Welt der realen ist. In phantastischen Darstellungen können völlig andere physikalische Gesetze herrschen als in der realen Welt. Im Gegensatz zur realen Welt existiert jedoch ein Außerhalb der fiktiven Welt, in dem die fiktive Welt (durch die Darstellung) erzeugt wird, nämlich die reale Welt selbst. Dies ermöglicht Metalepsen, bei denen die Fiktivität der Ereignisse in der fiktiven Welt bekannt und für die Darstellung wichtig ist. Beispielsweise erfährt die Heldin in Sofies Welt von Jostein Gaarder nach einiger Zeit, dass sie eine Romanfigur ist.

#### Fiktiv, fiktional versus faktual
Im Deutschen lassen sich die Ausdrücke fiktiv und fiktional unterscheiden. Das, was fiktional ist, bringt die fiktive Welt hervor, während alles, was sich in der fiktiven Welt befindet, als fiktiv bezeichnet wird. Fiktionalität liegt also im Außerhalb der fiktiven Welt, während mit Fiktivität das Innerhalb bezeichnet wird. 
Faktual ist dagegen eine nicht-fiktionale Darstellung, die der Beschreibung der realen Welt dient. Fiktionale Rede redet also von fiktiven Dingen, faktuale Rede von realen Dingen.
Ein einfaches Beispiel: Während die Romanfigur Bilbo Beutlin fiktiv ist, ist Tolkiens Werk Der Herr der Ringe fiktional. Denn Beutlin ist nicht real, der Roman dagegen existiert in unserer Realität sehr wohl. Er erzählt jedoch von einer fiktiven Welt, die Beutlin enthält.
Komplizierter liegen Fälle, in denen intradiegetische Erzählungen vorliegen. Beispielsweise ist Zum wilden Mann von Wilhelm Raabe eine fiktionale Erzählung, in der ein Erzähler wiederum eine Geschichte vorträgt. Diese für die Personen in der fiktiven Welt der Novelle faktuale Binnenerzählung ist jedoch aus Sicht des Lesers von Raabes Novelle ebenso fiktional wie die ganze Novelle, und was sie erzählt, ist für ihn gleichermaßen fiktiv.
Allerdings werden selbst in der Fachliteratur die beiden Ausdrücke manchmal verwechselt. Zudem lassen sie sich nicht exakt ins Englische und Französische übersetzen. Das englische fictional bezeichnet sowohl Fiktives als auch Fiktionales; man spricht ferner von fictional worlds; die Ausdrücke fictive und fictitious bedeuten in etwa „fiktiv“, sind aber vergleichsweise ungebräuchlich. Ähnlich ist es im Französischen: Der Ausdruck fictif ist gebräuchlich und bezeichnet Fiktives und Fiktionales; das Wort fictionnel ist seltener als fictif und wird meist im Sinne von „fiktional“ gebraucht. Der Vergleich zum Englischen wird dadurch erschwert, dass fiction eher mit „Dichtung“ als mit „Fiktion“ zu übersetzen ist.

### Erfundenheit
Die wichtigste Eigenart fiktionaler Darstellungen ist, dass in ihnen in der Regel erfundene Geschehnisse stattfinden und erfundene Gestalten handeln können. Mit Erfundenheit ist gemeint, dass bestimmte Begebenheiten, Gestalten, Orte etc. in der realen Welt nach allgemeiner Überzeugung nicht nachweisbar oder auffindbar sind und daher angenommen werden muss, dass es sie nicht gibt.
Keine der gängigen Fiktionstheorien sieht Erfundenheit als notwendigen Bestandteil fiktionaler Darstellungen an. Es wird sogar die Auffassung vertreten, dass es fiktionale Darstellungen geben kann oder gibt, die völlig ohne Erfundenheit auskommen. Als Beispiel kann Abfall für alle von Rainald Goetz gelten, da alle Ereignisse in diesem Roman offenbar tatsächlich stattgefunden haben. Umgekehrt gibt es Erfundenheit auch in faktualen Texten (zum Beispiel bei Lügen). Erfundenheit steht damit in keinem notwendigen Zusammenhang zu Fiktion. Dennoch ist Erfundenheit mit Blick auf Fiktion nennenswert, da sich eine große Zahl fiktionaler Darstellungen durch ein recht hohes Maß an Erfundenheit auszeichnet und Erfundenheit gerade in Fiktion sinnvoll und produktiv eingesetzt werden kann.
Ältere Positionen unterscheiden zwischen Fiktivität und Erfundenheit nicht.

#### Phantastik und Realistik
Im Sinne der Fiktionstheorie sind Phantastik und Realistik Bezeichnungen, die auf den Anteil an Erfundenem beziehungsweise auf die Ähnlichkeit zwischen realer und fiktiver Welt verweisen. Darstellungen werden als phantastisch bezeichnet, wenn sie einen sehr hohen Anteil an Erfundenem besitzen. Dabei ist Phantastik im Sinne der Fiktionstheorie nicht zwangsläufig mit dem Genre der Fantastik oder des Fantasy gleichzusetzen, selbst wenn es sich bei diesen in der Regel um Genres handelt, die phantastisch auch im Sinne der Fiktionstheorie sind. Darstellungen gelten als realistisch, wenn die Ähnlichkeit zwischen realer und fiktiver Welt sehr hoch ist, sie also einen geringen Anteil an Erfundenem haben. Realistik im Sinne der Fiktionstheorie ist nicht notwendig mit der Epoche des Realismus oder mit realistischem Stil (effet de réel) verknüpft. Die Verwechslung der jeweiligen Bedeutungslinien führt oft zu Verwirrung um die Bedeutung von „Realismus“ und „Phantastik“.

#### Erfundene und nicht erfundene Gestalten
Es gibt in der fiktionalen Literatur erfundene Gestalten wie etwa Don Quijote im gleichnamigen Roman von Cervantes. Diese zeichnet aus, dass es sie gemäß verlässlicher Quellen nie gegeben hat. Anders verhält es sich etwa mit Napoleon in Die Elenden von Victor Hugo. Der Napoleon des Romans entspricht in seiner Biografie, seinem äußeren Erscheinen und seinen Taten dem realen Napoleon, dessen Geschichte durch Quellen hinreichend bezeugt ist.
Es kann sein, dass nicht erfundene Gestalten in fiktionalen Darstellungen erfundene Taten begehen. Da sich die Identität von realer und fiktiver Person erst aus dem gleichen oder ähnlichen Lebenslauf erschließen lässt, stellt diese Situation einen recht komplizierten Fall dar – der allerdings keineswegs selten ist. Hier ist auf den Einzelfall zu schauen, um zu bestimmen, welche Funktion die Erfindung hat. So sind zum Beispiel die Tischgespräche der Familie Buonaparte in Napoleon Symphony von Anthony Burgess erfunden; sie dienen aber trotzdem dazu, den historischen Napoleon und seine Taten zu veranschaulichen und zu kritisieren.

#### Erfundene und nicht erfundene Orte
Orte können erfunden oder nicht erfunden sein. So ist etwa der Ort Middlemarch im gleichnamigen Roman von George Eliot erfunden, während das Paris in Auf der Suche nach der verlorenen Zeit von Marcel Proust dem realen Paris sehr genau entspricht. Auch hier liegen oft kompliziertere Mischungen von Erfundenheit und Tatsachenentsprechung vor: So sind erfundene Straßen in nicht erfundenen Städten möglich. In Prousts Roman ist zwar Paris nicht erfunden, aber die Stadt Balbec.
Besonders in der Malerei sind viele Orte erfunden. Schwierig und fragwürdig ist die Abgrenzung bei Gemälden, die von bestimmten Landschaften oder Personen inspiriert, aber in Teilen erfunden sind. Hier ist wie bei erfundenen Gestalten auf die komplizierteren Einzelfälle zu schauen. Vom realen Vorbild stark abweichende Porträts berühmter Personen beispielsweise sind in der Regel nicht fiktional; die Abweichungen dienen dann dazu, äußerliche Makel nicht zu zeigen oder durch bestimmte Darstellungstechniken die Macht oder den besonderen Charakter der abgebildeten Person zu zeigen.

#### Weitere Bereiche der Fiktion
Da sich Fiktion auf alles erstreckt, was dargestellt werden kann, gibt es keine vollständige Liste aller möglichen „Arten“ von Fiktion. So spielen in den Romanen von J. R. R. Tolkien erfundene Sprachen eine wichtige Rolle.

#### Autofiktion
In den vergangenen Jahren ist eine größere Zahl an Romanen erschienen, die praktisch erfindungsfrei sind und vom Leben des Autors handeln. Hierzu zählen etwa Pawels Briefe von Monika Maron und der schon genannte Roman Abfall für alle von Rainald Goetz. Gérard Genette schlägt für dieses Phänomen die auf Serge Doubrovsky zurückgehende Bezeichnung Autofiktion vor. Die Abgrenzung von der Autobiografie und anderer Fiktion wird gegenwärtig intensiv diskutiert. Ein verhältnismäßig neues Genre ist die fiktionale Autobiografie, wie sie zum Beispiel von Sasa Stanisic oder dem angolanischen Schriftsteller Ondjaki vorgestellt wird.

## Fiktion im Verhältnis zu nicht-fiktionalen Darstellungen
Fiktionalität ist eine Eigenschaft, die bestimmten Darstellungen als Merkmal zugeschrieben wird. Nicht-fiktionale Darstellungen gelten als „unmittelbar gültige“ Beschreibung der realen Welt.
Wie weit diese Unterscheidung reicht, ist in der literaturwissenschaftlichen Diskussion noch kaum untersucht. Es gibt nach wie vor eine große Zahl an Theorien, die davon ausgehen, dass Darstellungen entweder fiktional oder nicht-fiktional sind.

### Faktuale Darstellungen
Als faktual bezeichnet man eine Darstellung, die die reale Welt in ihrer unmittelbar gegebenen Beschaffenheit beschreibt. Unter den Darstellungen sind vor allem Erzählungen hervorzuheben (beispielsweise Zeitungsberichte).
Eine faktuale Darstellung kann offenbar richtig oder falsch sein. Die Unterscheidung zwischen Faktualität und Fiktionalität hat also nichts mit der Richtigkeit oder Wahrheit einer Bestimmung zu tun. Falsche faktuale Berichte können Lügen, Irrtümer etc. sein; und auch eine fiktionale Erzählung kann falsch oder zumindest irreführend sein: Hier spricht man von unzuverlässigem Erzählen.
Die Unmittelbarkeit der faktualen Darstellung ist demgegenüber von besonderer Wichtigkeit. Sie besteht in der Eigentlichkeit der Ausdrucksmittel, zumindest in einem zurückhaltenden Gebrauch von Zweideutigkeiten, und konzentriert sich auf die Vermittlung von Fakten, also die Beschreibung von Orten, Personen, Gegenständen, Handlungen und Ereignissen. (Das heißt natürlich nicht, dass eine faktuale Beschreibung nicht auch durch Kommentare oder Wertungen ergänzt werden kann, doch gehören diese ohnehin nicht der „Darstellung“ an.) Aus Sicht einiger poststrukturalistischer Positionen ist jedoch eine figurenfreie Sprache, rein eigentliches Sprechen, nicht möglich. Akzeptiert man diese Annahme, kann faktuales Sprechen nur als Minimierung der Amphibolien und als bestimmte Semantik begriffen werden, die zwar einen Austausch über Fakten weitgehend ermöglicht, aber nicht sicherstellen kann.
Die Abgrenzung zwischen faktualem und fiktionalem Darstellen wird auf vielfache Weise gezogen. Dabei gilt mehrheitlich das faktuale Darstellen als der unmarkierte Normalfall; das heißt, man geht in der Regel vom faktualen Bericht aus, wenn es keine Indizien dafür gibt, dass es keiner ist. Das bedeutet, dass die Regeln des faktualen Darstellens indirekt in den Fiktionstheorien aufgearbeitet werden; sie sind darüber hinaus Gegenstand der Allgemeinen Sprachwissenschaft.

### Beispiele

#### Apologe
Unter Apolog versteht man einen Text, der zwar darstellerisch ist und möglicherweise ein Geschehen vermittelt, aber trotzdem weder faktual noch fiktional genannt werden kann. Apologe lassen sich schwerlich katalogisieren. Die Kategorie des Apologs ist unabhängig davon, ob es sich um eine künstlerische Darstellung handelt; es gibt Apologe beispielsweise in der Dichtung, aber durchaus nicht nur dort. Im Folgenden sind zwei der wichtigsten Formen genannt: Heilige Texte und Fabeln.
Viele der Apologe signalisieren einen Anspruch auf Wahrheit, Richtigkeit und Verbindlichkeit, doch gelten sie nur eingeschränkt als unmittelbare Darstellungen im Sinne der Faktualität.

#### Heilige Texte
Heilige Texte, auch als Heilige Schriften bezeichnet, sind normative religiöse Texte. Texte mit religiöser Bedeutung enthalten oft Darstellungen (von Ereignissen, Personen etc.), ohne dass diese Darstellungen als faktual gewertet werden, weil sie entweder anderen Textstellen desselben Heiligen Textes widersprechen oder mit Naturgesetzen nicht vereinbar sind. Dennoch lässt sich keine Fiktionstheorie sinnvoll auf die Heiligen Texte anwenden, sofern man ihren Wahrheitsanspruch ernst nimmt. Denn heilige Texte schaffen keine fiktive Welt, sondern befassen sich mit der realen Welt; Heilige Texte sprechen nicht über Erfundenes, sondern gelten entweder selbst als historische Quellen oder lassen die Deutung zu, dass nicht nachweisbare Ereignisse oder Gestalten symbolisch eine bestimmte Wahrheit vermitteln.
Beispielsweise erheben die beiden Schöpfungsberichte der Genesis den Anspruch, wahre Darstellungen der Erschaffung der Erde und der Menschen zu sein. Dabei widersprechen sie sich beide untereinander hinsichtlich ihrer unmittelbaren Darstellung, so dass sie weder eine Beschreibung der realen Welt sein noch eine konsistente fiktive Welt erzeugen können. Ihre Wahrheit kann – für den gläubigen Christen oder Juden – nur durch Exegese ermittelt werden. Diese Exegese kann jedoch berücksichtigen (und so hat sie lange Zeit verfahren), dass die Darstellungen zumindest teilweise als unmittelbare Beschreibung der realen Welt gelten können (etwa dass „wörtlich“ zu nehmen ist, dass Gott für die Erschaffung von Tag und Nacht genau einen Tag brauchte).

#### Fabeln
In Fabeln treten oft Tiere oder andere Wesen auf, deren Funktion in der Erzählung ist, ganz allgemein einen beliebigen Menschen zu bezeichnen oder einen beliebigen Menschen mit bestimmten Charaktereigenschaften, also einen Typus und keine Person. Die Handlung zielt darauf ab, eine allgemeingültige Moral zu vermitteln. Im Gegensatz zu fiktionalen Darstellungen wird keine fiktive Welt mit eigenen Gesetzmäßigkeiten erschaffen, sondern die Fabel verschlüsselt auf kunstvolle Art und Weise ihre Behauptungen über die reale Welt und speziell über moralische Grundsätze.

## Fiktion und Realität
Oft werden alltagssprachlich „Realität“ und „Fiktion“ als Gegensatzpaar benutzt. Diese Ausdrucksweise charakterisiert das Verhältnis von fiktiver und realer Welt nur unzureichend, weil sie die vielfältigen gegenseitigen Abhängigkeiten übergeht.
Bei der Bestimmung dessen, was Realität ist, gibt es sehr unterschiedliche Auffassungen. Die Überlegungen zu den Wechselwirkungen zwischen Fiktion und Realität können allerdings davon abstrahieren, weil sie sich mit dem Verhältnis von fiktiver und realer „Welt“ beschäftigen und damit die zugrundeliegenden Vorstellungen von Realität ausblenden können.

### Realitätsprinzip
Die fiktive Welt ist wie die reale Welt beschaffen, solange nichts Gegenteiliges durch die fiktionale Darstellung angezeigt wird. Dieses Phänomen wird als Realitätsprinzip bezeichnet. Auch ist von „minimaler Abweichung“ die Rede: Die fiktive Welt weicht in ihrer Gestalt so wenig wie möglich in ihrer Gestalt von der realen ab.
Das bedeutet beispielsweise, dass in einem Roman ein Kaninchen, von dem berichtet wird, das Aussehen und das Verhalten eines „normalen“ Kaninchens hat. Erst wenn ausdrücklich gesagt wird, dass das Kaninchen etwa sprechen kann (wie in Alice im Wunderland von Lewis Carroll), so darf man annehmen, dass hier eine Abweichung vorliegt.

### Wirkung auf die Realität
Es ist zu beobachten, dass fiktive Gegebenheiten als Anregungen für die Beschreibung der realen Welt genommen werden. Dabei ist möglich, dass einerseits komplexe Semantiken durch Fiktion geformt werden, andererseits aber einfache fiktive Sachverhalte irrtümlich für reale gehalten werden. Die Möglichkeiten, wie fiktionale Darstellungen auf die Wirklichkeit wirken, sind umfangreich und nicht zu katalogisieren.
Beispielsweise weist Niklas Luhmann nach, dass die fiktionale Literatur der letzten Jahrhunderte das westliche Verständnis von Sexualität, Liebe und Partnerschaft massiv geprägt hat. Hier handelt es sich also um die Schaffung oder Änderung einer Semantik. Ein Beispiel für eine irrtümliche Übertragung liegt vor, wenn ein Schüler im deutschsprachigen Unterricht, nachdem er den Monumentalfilm Ben Hur von William Wyler gesehen hat, die Auffassung vertritt, im antiken Rom habe man Deutsch gesprochen. Anlass zu einer solchen Übertragung gibt die vom Film suggerierte Treue zur realen Welt, was Kleidung, politische Umstände und Lebensweise angeht.
Erst in jüngster Zeit wird verstärkt auch von Fiktionstheoretikern darauf hingewiesen, dass fiktionale Darstellungen das Realitätsbild sehr nachhaltig beeinflussen. Zwar hat es recht früh einschlägige Aufarbeitungen gegeben (von Bernd W. Seiler), doch sind sie weitgehend unbeachtet geblieben. Erst in den letzten Jahren wird auch von Fiktionstheoretikern der Einfluss von Fiktion auf das Wirklichkeitsbild verstärkt erforscht. Als Begriff wird – komplementär zum Realitätsprinzip – der Ausdruck „Korrealitätsprinzip“ vorgeschlagen.
Die Literaturwissenschaft bestreitet jedoch nach wie vor in nicht geringen Teilen, dass fiktionale Darstellungen korrekte Beschreibungen der (realen) Realität liefern. Dies ist entweder einem puristischen Verständnis von Welt (Welten sind getrennt) oder einem rigiden Wahrheitsbegriff geschuldet. Tatsächlich vorkommende Übertragungen von Wissen über die fiktive Welt auf die reale werden von solchen Positionen als Regelverletzungen betrachtet: Wer beispielsweise von einem Kinofilm auf die Wirklichkeit schließe, wisse nicht korrekt mit Fiktion umzugehen. Denkt man an das obige Beispiel der unzulässigen Übertragung, so würden klassische Positionen auch behaupten, man dürfe einen fiktionalen Film auch nicht dazu einsetzen, um etwa Schülern einen Eindruck von antiken Rom zu geben, da fiktionale Darstellungen „grundsätzlich“ nicht wahrheitsgetreu seien.
Von den Positionen, die von einer Wirkung auf Realität ausgehen, sind diejenigen zu unterscheiden, die lediglich anerkennen, dass in fiktiven Welten durchaus „reale“ oder „der Realität völlig gleichende“ Entitäten vorkommen.

### Orthogonalitätsprinzip
Realität und Fiktion schließen einander nicht aus: Auch in fiktiven Welten gibt es die Unterscheidung zwischen fiktionaler und faktualer Darstellung. Dies wird im Anschluss an Elena Esposito als Orthogonalitätsprinzip bezeichnet.
Beispielsweise liest die Protagonistin Emma in Madame Bovary von Gustave Flaubert fiktionale Romane. Das Geschehen der Romane im Roman ist hinsichtlich der fiktiven Welt von Madame Bovary wiederum fiktiv, während Emma und Emmas Lektüre in der fiktiven Welt real sind.

### Fiktion und Historiographie
Prominent und mit einiger Überspitzung hat Hayden White darauf hingewiesen, dass Geschichtsschreibung mit ihrer Strukturierung Ereignisse so sehr „glättet“, dass sie Fiktion ähnelt. Vergleichbare Thesen haben auch Reinhart Koselleck und Hans Robert Jauß geäußert, doch haben sie die These nicht in den Vordergrund gestellt und damit weniger Resonanz erlangt. Die Einsicht lautet, dass die Geschichtsschreibung sich in Erzählungen organisiert, weil nur Erzählungen in der Lage sind, die einzelnen Fakten logisch und chronologisch zu verbinden. Erzählungen legen Kausalitäten nahe oder schaffen Kontinuitäten, die regelmäßig von den Quellen, vor allem wenn diese selbst keine konkreten Kausalitätsvermutungen anstellen, nicht belegt werden können. Darin liegt ein Moment des Erfindens oder Fingierens.
Nach mehrheitlicher Auffassung ist die besondere Glättung, die die Geschichtsschreibung vornimmt, von Fiktion aber deutlich zu unterscheiden. Unabhängig davon, welches aktuelle Modell der Fiktion man zugrunde legt, ist die moderne Historiographie nicht als fiktionale Darstellung zu begreifen: Sie bezieht sich auf die reale Welt, der Historiograph übernimmt als Autor und Sprecher im Text die volle Verantwortung für seine Behauptung, und Erfindungen im engeren Sinne sind nicht gestattet.
Die erzählspezifischen Glättungen sind ein Effekt der erzählerischen Darstellung und nicht der Fiktion. Es zeigt sich damit auch an der Hayden-White-Kontroverse, dass die Abgrenzung zwischen Darstellung und Fiktionalität bislang unscharf ist und weiterer Ausarbeitung bedarf.

## Rezeption von Fiktion
Wenn sich Fiktion als eingeschränkte Verantwortung für Äußerungen und als Schaffung fiktiver Welten verstehen lässt, stellt sich die Frage, woran man erkennt, dass eine Darstellung fiktional ist. Die Beantwortung der Frage ist entscheidend für die Beschreibung des gesamten Verhaltens bei der Rezeption von Darstellungen. Nach herrschender Auffassung gibt es auf der Ebene der Darstellungsstrukturen keine notwendigen Unterschiede zwischen fiktionalen und nicht-fiktionalen Werken (siehe: Überblick über Fiktionstheorien). Zwar unterscheiden sich fiktionales Erzählen im Roman und faktuales Erzählen im Freundeskreis oft stilistisch, aber kein Stil ist an die Fiktionalität oder Faktualität gebunden. Das Problem liegt nicht in der Erfundenheit: Eine faktuale Erzählung kann erlogen sein und eine fiktionale kann exakt den Tatsachen entsprechen.
Dabei können im Anschluss an das „Verstehen“ von Fiktion durchaus fiktionsspezifische Reaktionen auftreten. Zu den Unterschieden zählt beispielsweise, dass man sich auf fiktionale Darstellungen in der Regel nicht verlässt. (Wenn man zum Beispiel einen fiktionalen Historienfilm sieht, darf man keineswegs sicher sein, dass in der dargestellten Epoche die Menschen genau solche Kleidung getragen haben, wie der Film zeigt, selbst wenn die Filmemacher die Forschungslage zur Bekleidung berücksichtigt haben sollten.) Bei fiktionalen Darstellungen ist ferner die Neigung signifikant höher, dass man sich für ästhetische Fragen interessiert, speziell sich mit der Machweise und der Darstellungstechnik beschäftigt. (Wenige Leser interessieren sich demgegenüber dafür, welche Wortwahl einen Zeitungstext beherrscht, während sich vergleichsweise viele Leser für die sprachliche Gestaltung eines Romans interessieren.) Dabei handelt es sich allerdings um rein soziale Regelmäßigkeiten; je nach Bildung und Beruf ändern sich Verhaltensweisen. (Ein Journalist mag sich etwa stärker für die Schreibtechnik bei faktualen Berichten interessieren. Bei Kleinkindern ist die Fähigkeit, fiktionale Filme mit Distanz anzusehen, nicht ausgeprägt.)
Damit stellen sich zwei Fragen. Die erste lautet, ob man physiologisch bzw. kognitiv mit fiktionalen Darstellungen anders als mit nicht-fiktionalen umgeht. Da man anders auf Fiktion als auf Nicht-Fiktion reagiert, stellt sich als zweite Frage, welche Indizien eine so abgestimmte Reaktion auslösen.

### Kognitiver Umgang mit fiktionalen Darstellungen
Die aktuelle psychologische Kognitionsforschung stellt fest, dass fiktionale Darstellungen kognitiv nicht anders verarbeitet werden als faktuale. Das bedeutet jedoch nicht, dass aus kognitionspsychologischer Sicht Fakten und Erfindungen „gleich“ behandelt würden. Wenn eine Darstellung als fiktional markiert ist, so gibt es durchaus soziale, erlernbare Regeln, die dafür sorgen, dass bei und nach der Betrachtung einer fiktionalen Darstellung grundsätzliche andere Verhaltensweisen als etwa bei einer faktualen auftreten. Die Kognitionspsychologie beschränkt sich darauf festzustellen, dass beim Verstehen des „Handlungsgehalts“ fiktionaler Darstellungen im Gehirn nichts anderes passiert als beim Nachvollzug faktualer Beschreibungen.
Die Kognitionspsychologie interessiert sich für das Problem, dass fiktionale Darstellungen, die von Unangenehmem sprechen, physiologisch Stress erzeugen. Sie sind daher – selbst wenn sich der Rezipient fiktionaler Darstellungen von der „Nicht-Wirklichkeit“ des Dargestellten überzeugt – stets emotional wirksam.

### Fiktionssignale
Fiktionssignale sind alle Merkmale, die die Fiktionalität eines Werkes anzeigen, das heißt alle Merkmale, durch die sich fiktionale Texte als solche zu erkennen geben. Der Gebrauch von Fiktionssignalen unterliegt historischem Wandel und ist durch Konventionen bedingt. Die Theorie der Fiktionssignale geht auf Käte Hamburger zurück und ist inzwischen ausgearbeitet worden.
Man kann zwischen Fiktionalitätssignalen und Fiktivitätssignalen unterscheiden. Fiktionalitätssignale zeigen im Erzeugungsakt der fiktiven Welt an, dass es sich um Fiktion handelt; sie gehören also der realen Welt an. (Beispielsweise gehört dazu der paratextuelle Hinweis „Roman“ auf dem Umschlag eine Buches.) Fiktivitätssignale sind hingegen Anzeichen für die Eigenständigkeit der Welt, von der erzählt wird; gerade fantastische Ereignisse sind fast eindeutige Fiktivitätssignale.
Ein aktueller Fall, in dem die Wirkung einer ausdrücklich angezeigten Intention debattiert wird, ist der Roman Esra von Maxim Biller. Gerichte haben die Verbreitung des Romans untersagt, weil in ihm erkennbar zwei Frauen dargestellt werden, die ihre Persönlichkeitsrechte verletzt sehen. Dabei ist unerheblich gewesen, dass ein paratextueller Hinweis die Unterschiedlichkeit zwischen fiktiver und realer Person betont. Diese Rechtsprechung hat das Bundesverfassungsgericht in seiner Entscheidung bestätigt.
Fiktivitätssignale sind jedoch eher als heuristische Mittel zu begreifen, um sich der Einschätzung des Fiktionsstatus zu nähern. Absolut eindeutige Fiktivitätssignale gibt es nach mehrheitlicher Überzeugung der Forschung nicht. Problematisch ist es beispielsweise, wenn Fiktivitätssignale lediglich durch den Stil oder durch bestimmte Phrasen gegeben werden. Klassisches Beispiel ist die Formel zu Beginn von Märchen: „Es war einmal…“ Auch wenn es sich um ein Indiz handelt, wird diese Formel gelegentlich etwa von Journalisten gebraucht, um in den faktualen Bericht eines besonders absurd-märchenhaften Geschehen einzuführen. Von sehr ungewöhnlichen Ereignissen, die der gängigen naturwissenschaftlichen Weltbeschreibung widersprechen, berichtet die Boulevard-Presse gelegentlich, ohne dass es sich damit um Fiktion handelte. Auch religiöse Texte widersprechen dem physikalisch-biologischen Weltbild oft, ohne dass sie damit einen Fiktionsstatus erwürben.
Da sich fiktionale und faktuale Darstellungen in ihrer Struktur grundsätzlich nicht unterscheiden, kann es bei realistischen Fiktionen durchaus zu Verwechslungen kommen. Beispielsweise wurden die Winnetou-Erzählungen von Karl May als faktuale Reiseberichte gelesen, obwohl sie zunächst als „Reiseromane“ bezeichnet wurden; erst später nutzte May diesen Irrtum aus und änderte auch die paratextuelle Bezeichnung in „Reiseerlebnisse“, um gezielt die Texte als faktuale Berichte zu vermarkten.

## Wahrheit und die Funktion der Fiktion

### Wahrheit und Fiktion
Seit jeher ist das besondere Verhältnis von Fiktion und Wahrheit von Interesse. Wie man das Verhältnis begreift, hängt vom zugrunde liegenden Wahrheitsbegriff ab, der seinerseits wiederum davon abhängen kann, was man unter Kunst versteht.

#### Emphatischer Kunstbegriff
Die wichtigste Diskussion des Verhältnisses von Fiktion und Wahrheit betrifft fiktionale Darstellungen, insofern sie als Kunst angesehen werden. Dies setzt einen emphatischen Kunstbegriff voraus, also vor allem die Vorstellung, dass Kunst überkomplex ist und zu Erkenntnisgewinn beiträgt. Dann ist nicht unbedingt jede fiktionale Darstellung künstlerisch und dann gibt es eine besondere „Wahrheit in der Kunst“. Diese drückt sich darin aus, dass gerade fiktionale Darstellungen in der Lage sind, Wesentliches über die Welt zu verraten, selbst wenn sie dies auf poetische oder metaphorische Weise tun.
Die Auffassung, dass Kunst eine ihr eigene Wahrheit vermittelt, besteht schon in der Antike. Zum Beispiel behauptet Aristoteles in seiner Poetik, dass Dramen aufschlussreicher als historiographische Texte sind. Vor dem Hintergrund eines modernen Fiktionsverständnisses legt Philip Sidney im 16. Jahrhundert ausdrücklich Wert darauf, dass gute Literatur wahrer als die faktuale Beschreibung ist. Hinsichtlich der Kunst wird diese Position bei den Romantikern ausgebaut und in der ästhetischen Theorie des 20. Jahrhunderts energisch vertreten (bei Theodor W. Adorno, Käte Hamburger).
Teils wird aus Respekt vor dem logischen, wissenschaftlichen oder speziell naturwissenschaftlichen Wahrheitsverständnis auf den Ausdruck „Wahrheit“ verzichtet und allgemeiner von „Erkenntnis“ oder Ähnlichem gesprochen, so etwa in der Philosophie (v. a. bei Nelson Goodman), in der Soziologie (v. a. bei Niklas Luhmann) oder in der Hirnforschung (v. a. bei Wolf Singer). Als begriffliche Option wird aufgrund der ästhetischen Tradition oft der Ausdruck „Schönheit“ vorgeschlagen.

#### Wahrheit im Sinne der analytischen Philosophie
In logiknahen Theorien der Fiktion wird Wahrheit im Sinne der Aussagenlogik verstanden. In der Regel gilt dann – je nach konkreter Auffassung –, dass fiktionale Sprechhandlungen entweder hinsichtlich ihres Wahrheitsgehalts nicht bewertet werden können oder aber falsch sind. Im Rahmen dieser Positionen wird folglich abgelehnt, dass fiktionale Darstellungen wahr sein können.

### Funktionen der Fiktion
Über die Funktion von Fiktion besteht keine Einigkeit. Zunächst ist die Abgrenzung gegenüber der Funktion von Kunst zu treffen; sofern eine fiktionale Darstellung zugleich im emphatischen Sinne als Kunst begriffen wird, steht die Fiktionalität im Dienst der Funktion von Kunst.
Damit ist die Erörterung der Funktion von Fiktion eng an die Wahrheitsdebatte gebunden. Geht man nämlich davon aus, dass Kunst zu Erkenntnisgewinn beiträgt, so dient künstlerische Fiktion dazu, Erprobungsräume für Weltbeschreibungen zu bieten. Fiktion ermöglicht, sich mit einer anderen Welt auseinanderzusetzen und realitätsbezogene Beschreibungen auf Tauglichkeit zu prüfen. Kognitionspsychologische Ansätze gehen davon aus, dass Fiktion eine Möglichkeit bietet, sich eine eigene Theory of Mind zu schaffen.
Analysen, die nicht von Kunst ausgehen oder einen emphatischen Kunstbegriff ablehnen, postulieren eine Unterhaltungsfunktion der Fiktion. Konkret erlaubt demnach Fiktion das Eintauchen in fremde Welten und Distanz zur Realität (Entspannung). Einige, zum Beispiel Steven Johnson, vertreten die Auffassung, dass fiktionale Erzeugnisse der Populärkultur die kognitiven Fähigkeiten des Rezipienten trainieren.

## Fiktion im Verhältnis zu Gattungen und Genres

### Film
Die meisten Genres des Kinofilms sind fiktional. Man kann sagen, dass im Falle des Kinos der fiktionale Film vom Rezipienten vorausgesetzt wird und umgekehrt im Falle faktualer Darstellungen eigens darauf hingewiesen werden muss (zum Beispiel beim Dokumentarspielfilm). Zu den besonders erfindungsreichen fiktionalen Genres gehören Fantasy und Science Fiction.

## Theorien der Fiktion
Es existieren verschiedene literaturwissenschaftliche, philosophische und soziologische Theorien, Fiktion zu erklären. Viele der Ansätze beanspruchen nicht, eine einheitliche Beschreibung der Fiktion zu geben. Das heißt, dass davon ausgegangen wird, dass der Breite der Phänomene, die als Fiktion bezeichnet werden, nur vielfältige Erklärungsansätze gerecht werden.
Das wiederum rührt an dem Problem, dass Fiktion als Phänomen sowohl systematisch als auch historisch noch nicht hinlänglich eingegrenzt ist. Überdies haben sich die fiktionalen Phänomene im Laufe der Jahrhunderte auch verändert; es ist umstritten, ob die heutige Fiktion mit erfindungsreichen Geschichten aus dem europäischen Altertum oder Mittelalter oder aus anderen Kulturen vergleichbar ist (siehe: Geschichte der Fiktion). Der Ausdruck „Fiktion“ ist lange als Eigenart von Dichtung (engl. fiction) verstanden worden. Die frühsten Ansätze sind daher zunächst dichtungstheoretisch. Sie versuchen aber, die mögliche „Nichtwahrheit“ von Dichtung begrifflich zu fassen und lassen sich damit als Vorläufer einer Fiktionstheorie begreifen. Solche Anstrengungen gehen bis in die Antike zurück.
Die ursprüngliche Verengung auf Literatur führt dazu, dass erst vergleichsweise spät, nämlich im 20. Jahrhundert, die Fiktionsfähigkeit anderer Darstellungsmedien in den Blick gerät. Zwar werden vor allem seit Gotthold Ephraim Lessings Laokoon die spezifischen Qualitäten diskutiert, die die verschiedenen Medien wie Plastik und Literatur der Darstellung zur Verfügung stellen, aber dabei stehen Ausdrucksmöglichkeiten und nicht Fiktionalität im Vordergrund. Erst die Erfindung des Films und seine Nutzung für fiktionales Erzählen haben das Bewusstsein dafür geschärft, dass Fiktion nicht an das literarische Medium gebunden ist. Inzwischen ist aber deutlich, dass auch andere Medien – etwa die Malerei – fiktional darstellen können.
Doch auch ohne Berücksichtigung der historischen Veränderlichkeit der als fiktional bezeichneten Phänomene wird nicht selten die Auffassung vertreten, dass die Beschreibung solcher Phänomene aufgrund ihrer besonderen Struktur (und nicht nur wegen ihrer historischen Veränderlichkeit und Vielfalt) grundsätzlich nicht im Rahmen einer allgemeingültigen Theorie gelingen kann. Die Vielfalt der Teilerklärungen ist demnach schon das Optimum. Dennoch können die aktuellen Bestimmungsversuche ein weitgehend kohärentes Bild von der Wirkweise von Fiktion vermitteln.
Die Fiktion ist ein wichtiger Gegenstand des Streits zwischen Positionen, die eher dem Poststrukturalismus, speziell der Dekonstruktion, angehören, und solchen, die sich eher einem positivistischen Erkenntnisbemühen widmen oder der analytischen Philosophie nahestehen. Der Grund dafür ist, dass jede Erklärung der Fiktion vom Verständnis der Realität abhängt und damit Fragen der Metaphysik und der Erkenntnistheorie stark berührt.

### Aktuelle Fiktionstheorien

#### Welttheorien
Das Phänomen der Fiktion lässt sich über das Weltkonzept und die Idee der Kontinuität sehr gut charakterisieren. Offen bleibt dabei, was genau unter „Welt“ zu verstehen ist und wie es möglich ist, dass fiktive Welten mit der realen Welt verglichen werden können. Hier liefern die Welttheorien Ansätze.
Dabei stößt die Beschreibung von Fiktion über die Idee einer mehr oder minder abgeschlossenen Welt bei sehr verschiedenen Erklärungsansätzen für Fiktion auf Zustimmung. Das liegt daran, dass das Problem, wie mit Realität umzugehen ist, elegant auf die Erklärung von Welt ausgelagert wird. So können beispielsweise Positionen, die der analytischen Philosophie nahestehen, Welt über Propositionen und logische Verknüpfungen beschreiben, während konstruktivistische Theorien darauf abheben können, dass das Konzept Welt bloß die Möglichkeit, Ontologie zu denken, griffig zusammenfasst. Das heißt, dass die Fähigkeit, mit Welt umzugehen, in allen Welttheorien unabhängig davon gedacht wird, auf welche Grundlagen sich diese Fähigkeit überhaupt stützt.
Eine besondere Variante der Welttheorien bilden die Mögliche-Welten-Theorien (possible world theories, PWT). Sie stützen sich auf die analytischen Theorien möglicher Welten, die ihren Ausgangspunkt in der Modallogik nehmen. Hauptanliegen der possible worlds theories ist seit ihren Anfängen (die unabhängig von der Fiktionstheorie sind), das Funktionieren kontrafaktischer Behauptungen erklären zu können. Die Mögliche-Welten-Theorien wenden sich ausdrücklich gegen die Korrespondenztheorie der Wahrheit und heben die Relativität der Vorstellung einer realen Welt hervor. Viele Mögliche-Welten-Theorien gehen ferner davon aus, dass man nicht von nur einer einzigen realen Welt ausgehen dürfe, sondern sich die Welt je nach Beobachter unterscheidet. Vereinfacht ausgedrückt: Jeder lebt in seiner eigenen Welt. Fiktion ist das Verfahren, sich in eine andere Welt zu versetzen oder, genauer gesagt, andere Beobachterpositionen zu simulieren (deictic shift).

#### Die Fiktionstheorie von Cohn und Genette
Im Kontext der Autor-Erzähler-Unterscheidung der Literaturwissenschaft und den Analysen von Autobiografien, die Philippe Lejeune vorgelegt hat, haben zu Beginn der 90er Jahre Gérard Genette (Fiction et diction) und Dorrit Cohn (The Distinction of Fiction) unabhängig voneinander den Vorschlag entwickelt, dass Fiktion genau dann vorliegt, wenn der Autor vom Erzähler unterschieden werden kann. Dabei ist unter Erzähler der im Sinne von Genettes Erzähltheorie gemeint; es muss kein Ich-Erzähler sein. Die auf diesem Grundgedanken aufgebaute Fiktionstheorie stellt heraus, dass damit eine besondere Einschränkung der Verantwortung des Autors für das Gesagte gemeint ist. Genette und Cohn stellen diesen Vorschlag als eine Möglichkeit unter anderen dar; sie gehen nicht davon aus, dass es eine ganzheitliche Theorie der Fiktion geben kann.
Die Theorie von Cohn und Genette steht im Einklang mit der Weltenformulierung, da der Erzähler sozusagen in der fiktiven Welt für seine Äußerungen verantwortlich ist. Günstig ist dieser Ansatz, wenn es darum geht, erfindungsarme Fiktion und die Funktion von Fiktion zu ergründen. Nachteilig ist er, weil die Äquivalenz zwischen dem Fiktionsstatus und dem Kriterium der Unterscheidbarkeit von Autor und Erzähler zu einer Zirkularität des Konzepts führt: Fiktion liegt vor, wenn Fiktion vorliegt. Es gibt also keine Anhaltspunkte dafür, wann und weshalb die Unterscheidung zwischen Autor und Erzähler gelingt.

#### Spieltheorien
Der Philosoph Kendall L. Walton schlägt in Mimesis as Make-Believe vor, dass Fiktion als Make-Believe-Spiel zu erklären ist. Der englische Ausdruck make believe bedeutet „das Vorspiegeln“ im Sinne von „jemandem etwas weismachen“. Für Walton heißt Make-Believe so, dass ein Gegenstand bestimmte Anweisungen gibt, wie mit ihm umzugehen ist; darin besteht Fiktion. Der Ausgangspunkt ist die Beschreibung des Spiels von Kindern, die einen Baumstumpf zum Bären erklären und dann vor ihm flüchten. Der Baum ist ein Requisit (engl. prop), das die grundlegenden Regeln für das Spiel gibt. Auch fiktionale Romane lassen sich als solche Requisiten begreifen; im Umgang mit ihnen gelten ebenfalls sehr bestimmte Regeln, auf die man sich bei der Rezeption einlässt, die man aber – ähnlich wie im Spiel mit dem Baumstumpf – selbst bei der Lektüre festlegen kann.
Waltons Ansatz gilt als originell, ist jedoch schon kurz nach Erscheinen der Monographie kritisiert worden, weil sich seine Beschreibung nicht nur auf fiktionale Romane, sondern auch auf faktuale Fotografien oder auch Zeitungsberichte anwenden lässt. Denn auch diese geben Anweisungen, sich bestimmte Gegebenheiten vorzustellen. In der Diskussion ist aber deutlich geworden, dass dennoch Gewinn aus Waltons Thesen gezogen werden kann, weil sie klarstellt, dass zwischen Darstellung und Fiktion Verwandtschaft besteht und beide bislang nicht hinreichend auseinandergehalten worden sind. Angesichts der Möglichkeiten der Bearbeitung gerade von digitaler Fotografie stellt sich darüber hinaus die Frage, ob nicht Waltons funktionale Definition der Fiktion, die neben der Fotografie, der Bildenden Kunst auch die Musik als darstellendes Medium und somit als fiktionales begreift, trotz seiner intuitiv zu weiten Definition letztlich über den Funktionsbegriff Fiktion schlüssiger definiert als andere derzeit aktuelle Fiktionstheorien.
Unabhängig von der Kritik an Waltons Ansatz wird der Versuch weiter verfolgt, Fiktion als spielerischen Umgang mit gesetzten Situationen zu begreifen.

#### Isers Fiktionstheorie
Vor allem in seiner Monographie Das Fiktive und das Imaginäre schlägt Wolfgang Iser vor, die verbreitete Gegenüberstellung von Fiktion und Wirklichkeit zu verabschieden und durch eine Dreiteilung in Fiktives, Imaginäres und Reales zu ersetzen. Dabei versteht er unter dem Fiktiven sowohl den Akt des Fingierens oder Erfindens von Unwirklichem als auch das Produkt; das Imaginäre dagegen ist die Schaffung eines kohärenten Vorstellungsraums (in Einschränkung mit dem Weltkonzept vergleichbar) und erneut auch das Produkt der Vorstellungskraft; das Reale schließlich ist das als wirklich so und so Gegebene.
Isers Ansatz ist zwar immer wieder von einzelnen Literaturtheoretikern aufgegriffen worden, doch wird er mehrheitlich von der Fiktionsforschung als zu wenig konturiert abgelehnt. Dabei wird von Kritikern grundsätzlich nicht bestritten, dass eine einfache Unterteilung in Reales und Fiktives kein hohes Auflösungsvermögen besitzt; doch hat Iser nicht überzeugen können, dass sich seine drei Pole auf derselben semantischen Ebene befinden und damit überhaupt vergleichbar sind.

#### Operationsorientierte Fiktionstheorien
Neuere Ansätze basieren auf einer Operationalisierung des Fiktionsbegriffes.
Epistemologisch ansetzende Arbeiten interessieren sich für die Unterscheidungen, die ein als fiktional bezeichneter Text ermöglicht. Dabei gibt es keine grundsätzlich fiktionalen Unterscheidungen, die „anders“ als nicht-fiktionale sind. Verwechslungen zwischen fiktionaler und nichtfiktionaler Darstellung sind daher immer möglich und müssen anders gesichert werden.
Rezeptionsorientierte Ansätze fragen dagegen nicht danach, ob Texte etwa fiktional ‚sind‘, sondern danach, wie zum Beispiel fiktionale Lektüren ablaufen. Fiktionalität ist aus dieser Perspektive keine Qualität von Texten mehr, sondern vielmehr eine bestimmte Form der Textrezeption bzw. der Medienwirkung. Mit Textverstehensmodellen aus der Psychologie, etwa dem Construction-Integration-Modell von Walter Kintsch, lassen sich diskursive Fiktionstheorien entwerfen, die empirisch überprüfbar sind und dadurch auch konkrete Lektüreprozesse in ihren individuellen Eigenschaften beschreibbar machen.
Auch neuere Ansätze in der Nachfolge der analytischen Philosophie orientieren sich stärker an den Zuschreibungen, die Texte ermöglichen, und entfernen sich so gleichfalls von „starren“ Konzepten der Referenz.

### Klassische Fiktionstheorien
Im Folgenden werden ältere, einflussreiche Beiträge zur Fiktionstheorie aufgeführt. Sie sind nach wie vor bedeutsam, um die gegenwärtige Diskussion zur Fiktion nachvollziehen zu können.

#### Wahrscheinlichkeit, Poiesis und Mimesis (Aristoteles)
In der antiken Literaturtheorie hat es kein der Fiktion vergleichbares Konzept gegeben. Dies erklärt sich aus dem andersgearteten Realitäts- und Dichtungsverständnis (siehe: Geschichte der Fiktion). Besonders wichtig für das antike Realitätsverständnis ist das Konzept des Wahrscheinlichen (veri similia, eikota). Das Wahrscheinliche ist dabei plausibel und daher oft überzeugend, obwohl es der Wahrheit bloß ähnlich ist („dem Wahren ähnlich“ ist die wörtliche Übersetzung von „veri similis“). Allerdings lässt sich für das antike Verständnis die Wahrheit oft nicht ermitteln; sie bleibt praktisch auf die philosophisch-reine Erkenntnis beschränkt. Wenn aber Dichtung auf das Wahrscheinliche setzt, so nutzt sie, dass das Unwahre wie das Wahre aussehen kann, und damit einen realistischen Eindruck erzeugt.
Aristoteles’ Verständnis der Poiesis weist Vergleichbarkeiten zu Fiktion auf, wie vor allem Käte Hamburger hervorgehoben hat. „Poiesis“ heißt wörtlich „das Tun“ oder „das Machen“, bedeutet aber zugleich „Dichtung“ und steht damit in großer Nähe zur „fictio“ („das Bilden“, „das Formen“, „das Erdichten“). Wenn Aristoteles die Herstellung von Dichtung thematisiert, befasst er sich mit der Erzeugung von Vorstellungsinhalten und bietet so eine Theorie der Dichtung, die bereits Teile der späteren Fiktionstheorie vorformuliert.
Ein zentrales antikes Konzept zur Erklärung von Dichtung ist Mimesis (lat. imitatio). Gängig meint der Begriff in erster Linie die naturgerechte Wiedergabe; er wird meist mit „Nachahmung“, aber auch mit „Darstellung“ übersetzt. Da jedoch für Aristoteles ausdrücklich etwas, was nicht „vorhanden“ ist, „nachgeahmt“ werden kann, ist die antike Mimesistheorie ein Versuch zu erklären, wie man über bloß sprachlich erzeugte Gegenstände sprechen kann.
Die klassischen Thesen sind von Genette, Hamburger und anderen aufgenommen und wieder gestärkt worden. Insbesondere der deutsche Anglist Ansgar Nünning hat in Verbindung mit der Erzähltheorie eine neue Konzeption des Mimesisbegriffs im Zusammenhang mit der Erzählung etabliert, die er „Mimesis des Erzählens“ bezeichnet. Sie spielen aber nur eine Rolle in der historischen Fiktionsforschung.

#### Als-ob (Vaihinger, Hamburger, Searle)
Hans Vaihinger schlägt in seinem Hauptwerk Die Philosophie des Als-ob eine erkenntniskritische Theorie der Hilfsoperationen vor. Eine Fiktion ist dem nach eine Hilfsvorstellung, die das Denken erleichtert oder erst ermöglicht und keine Tatsachen impliziert. Bemerkenswert sind seine Ausführungen zu den „zweckmäßigen Fiktionen“ in der er die „Methode der entgegengesetzten Fehler“ (Kapitel XXVI) mit Mathematik, Jurisprudenz und Naturwissenschaften zusammenführt.
Auch Immanuel Kant bestimmt die Vernunftbegriffe als „doch nicht gedichtete und zugleich dabei für möglich angenommene Gegenstände“ und „als heuristische Fiktionen“; Vaihinger stützt sich auf Kant. Vaihingers Theorie will sich vor allem auf die Naturwissenschaften anwenden lassen und bedenkt nur in einem Exkurs die Literatur. Auch für die „literarische Fiktion“, wie es bei Vaihinger heißt, nimmt der Rezipient bewusst die falschen Annahmen, die die Literatur ihm vorsetzt an, und behandelt sie, als ob sie gültig wären, um zu einem positiven Ergebnis zu kommen (bei Vaihinger etwa zum Genuss des schönen Kunstwerks).
Die Idee, Fiktion mittels einer Als-ob-Struktur zu erklären, ist von Käte Hamburger und John R. Searle aufgegriffen worden. Hamburger modifiziert den Gedanken, indem sie darauf besteht, dass man eher von einer Als-Struktur sprechen sollte: Der Clou der Fiktion besteht demnach darin, dass man die fiktiven Entitäten als genau diese Entitäten betrachtet und so „eine Welt der Fiktion auf Augenblicke als eine Welt der Wirklichkeit“ erscheint. Searle dagegen verlagert den Akzent auf die Feststellung, dass sich die sprachliche Struktur von fiktionalen und faktualen Behauptungssätzen nicht unterscheidet. Aus dieser Feststellung leitet Searle ab, dass das zentrale Kriterium der Fiktion die Intention des Sprechers ist, so zu tun, als ob er ernsthaft etwas behauptet.

#### Intention (Danto, Searle)
Zahlreiche Theorien machen Intention zur Voraussetzung dafür, dass man über Fiktion oder Kunst sprechen kann. Searle stellt heraus, dass sich fiktionales und nicht-fiktionales Sprechen nicht in der sprachlichen Struktur unterscheiden. Daraus zieht er den Schluss, dass der Unterschied in der Haltung zur eigenen Äußerung liegen muss. Fiktion zeichnet sich durch die mangelnde Ernsthaftigkeit aus, mit der behauptende Sprechakte geäußert werden. Arthur C. Danto hebt die Bedeutung der Intention für den Umgang mit allen künstlerischen Erzeugnissen, speziell auch der Fiktion, hervor.
Zwar wird die Bedeutung des Autors für den Produktions- und auch Rezeptionsprozess heute wieder sehr hervorgehoben („Rückkehr des Autors“). Da Intention nicht einwandfrei feststellbar ist, spielt sie jedoch selbst für Theorien, die an der Autorintention festhalten, keine zentrale Rolle in der Erklärung von Fiktion mehr. Der Akzent hat sich darauf verlagert, die Zuschreibung von Intention und ihre Manifestation mit Hilfe kognitionswissenschaftlicher Ansätze zu untersuchen. Hier gilt die Forschung zur Theory of Mind als wegweisend. Die aktuelle Debatte um den Status der Intention ist angesichts dieser erst jungen Diskussion noch offen.
Searles Behauptung, die sprachliche Struktur fiktionaler und nicht-fiktionaler Darstellungen unterscheide sich nicht, ist inzwischen weitgehend akzeptiert und wird in aktuellen Fiktionstheorien bestätigt.

#### Mangelnde Referenzialisierbarkeit (Gabriel)
Eine wirkungsreiche und in auch noch aktuellen Arbeiten zur Fiktion wiederkehrende These lautet, dass fiktionale Aussagen keine Referenz haben. Diese Position steht der analytischen Philosophie nahe.
Besonders beachtet worden ist der Vorschlag von Gottfried Gabriel. Dieser erklärt fiktionale Rede als „diejenige nicht-behauptende Rede, die keinen Anspruch auf Referenzialisierbarkeit oder auf Erfülltheit erhebt.“ („Erfülltheit“ meint, dass zu einer erfüllbaren Aussage eine Belegung besteht, mit der die Aussage wahr ist.) Damit muss die Möglichkeit einer Bezugnahme überhaupt erst geklärt sein, bevor ein Urteil über die Wahrheit eines fiktionalen Satzes gefällt werden kann; fiktionale Aussagen sind also weder wahr noch falsch. Die Genauigkeit des Vorschlags liegt darin, dass er die Möglichkeit geglückter Referenz nicht ausschließt, sondern lediglich die Bereitschaft beschreibt, auf eine Bezugnahme auf die reale Welt zu verzichten.
Gabriels Theorie trägt auch der Tatsache Rechnung, dass fiktionale Literatur durchaus auf die reale Welt erfolgreich und gezielt Bezug nehmen kann (siehe: Wirkung der Fiktion auf Realität). Gabriel geht nämlich davon aus, dass es "unterschiedliche Grade von Fiktionalität" gibt. Auch ist ein spezifischer Anspruch auf Erfülltheit oft gegeben. Es bleibt jedoch die Frage, wie sich ein Anspruch artikuliert – will man nicht auf die Intentionstheorien zurückgreifen. Gabriels heute als klassisch geltende Position geht in der analytischen Welttheorie auf. Besonders diejenigen Welttheorien, die eine strikte Trennung zwischen fiktiver und realer Welt annehmen, profitieren nach wie vor von Gabriels Theorie.

#### Fiktionsvertrag (Coleridge)
Theorien des Fiktionsvertrags nehmen an, dass Autor und Leser eine Übereinkunft erzielen, nach der der Leser die Angaben einer fiktionalen Darstellung für den Moment glaubt, aber letztlich weiß, dass diese Darstellung nicht wahrheitsgemäß ist. Diese Theorien gehen nicht zuletzt auf die Formel „willing suspension of disbelief“ (willentliche Aussetzung der Ungläubigkeit) zurück, die der Dichter Samuel Taylor Coleridge geprägt hat. Demnach willigt der Leser auf Einladung des Autors für den Moment der Lektüre bewusst ein, „den Unglauben zu suspendieren“, also für die Zeit des Rezeptionsvorgangs der Darstellung des fiktionalen Textes Glauben zu schenken. Nach dieser Lektüre wird diese Suspendierung, so Coleridge, wieder außer Kraft gesetzt, der Leser weiß dann wieder, dass er dem Text nicht zu glauben hat. Coleridges romantisch-dichterische Idee einer zeitlichen Abfolge von "Belief" und "Disbelief" erklärt jedoch nicht die latente Doppelstruktur einer Repetionshaltung ästhetischer Illusion.
Die These von Fiktionsvertrag ist außerhalb der Fiktionsforschung populär, allerdings innerhalb ihrer nie sehr stark vertreten worden. Zum einen liegt eine unklare Analogie mit dem juristischen Begriff des Vertrags vor. Zum anderen handelt es sich bei dem Nichtglauben bloß um eine der Rezeptionsmöglichkeiten fiktionaler Darstellungen. Das gängige bewusste Nichtglauben ist zudem Teil des Phänomens Fiktion und nicht seine Erklärung.

### Poststrukturalistische Kritik an klassischen Fiktionstheorien
Von poststrukturalistischer und konstruktivistischer Seite sind viele Einwände gegen einige der Annahmen vorgetragen worden, von denen die eher analytischen Fiktionstheorien ausgehen. Es handelt sich nicht um eigene Theorien der Fiktion, sondern um einflussreiche Anfechtungen analytischer oder hermeneutischer Positionen.
Weite Teile der etablierten Fiktionstheorie haben die Einwände abgelehnt, allerdings kaum diskutiert. Von einer nennenswerten Zahl gegenwärtiger Fiktionstheoretiker wird eine Neubewertung der postmodernen Kritik gefordert oder in Ansätzen durchgeführt. Den konstruktivistischen und poststrukturalistischen Positionen gelten die hier aufgeführten Einwände gegen Annahmen der Fiktionstheorie bereits als kanonisiert.

#### Referenz (Luhmann, Derrida, Rorty)
Zahlreiche Vertreter sehr unterschiedlicher Denkschulen, etwa Jacques Derrida und Niklas Luhmann, stellen grundsätzlich in Zweifel, dass Referenz im Sinne der analytischen Philosophie und der klassischen Metaphysik möglich ist. Der sprachliche Bezug auf die sogenannte außersprachliche Realität ist demnach immer brüchig und keine letztgültige unhinterfragbare Erfolgskontrolle ist möglich. Da erfolgreiche Referenz damit grundsätzlich unprüfbar ist, zeichnet ihr Mangel Fiktion nicht aus; sie bildet daher kein Kriterium für Fiktion. Richard Rorty diskutiert das Problem, dass analytische Positionen unter der Unsicherheit leiden, dass man nicht wissen kann, ob eine Weltbeschreibung das „Wesen“ der realen Welt trifft; deshalb sind Fiktionstheorien, die auf Referenz setzen, ungeeignet, da sie darauf beruhen, den grundsätzlichen Zweifel einfach zu ignorieren. Rorty widmet sich vor allem der Frage, ob Referenz überhaupt die Annahme von Existenz voraussetzt. Die Debatte bewegt sich um die Frage, wie überhaupt geeignete Weltbeschreibungen möglich sind und ob Wahrheit und Referenz notwendige Voraussetzungen einer Fiktionstheorie sind. Selten wird diese Kritik radikalisiert, indem behauptet wird, dass es keinen Unterschied zwischen fiktionaler und faktualer Beschreibung gibt. Die breiter vertretene gemäßigte Fassung enthält keine positive These zur Fiktion und ist damit nur als Kritik an bestehenden Theorien zu verstehen, nicht als eigenes Erklärungsangebot.
Es gibt hier durchaus Anknüpfungspunkte an einige der Vertreter der analytischen Philosophie, etwa Willard Van Orman Quine, von denen die Unschärfe der Referenz stark hervorgehoben wird. Die weiterführende Diskussion steht noch aus.

#### Intention (Derrida)
Intention lässt sich nicht am Verhalten oder der konkreten sprachlichen Äußerungen eines Sprechers feststellen. Sie lässt sich im Bestfall nur wieder an anderen Äußerungen messen. Daher ist eine absolute Klärung der Intention eines Sprechers unmöglich. Dieses „phänomenologische“ Problem der Intention lässt es nicht zu, die Intention zur Hervorbringung fiktionaler Rede zu prüfen.
Besonders Derrida richtet seine Kritik an der Logik der Intention gegen Searles Fiktionstheorie und polemisiert: Wenn Searle ins Weiße Haus ginge und mit aller Intention so täte, als ob er ernsthaft zugangsberechtigt wäre (hier nimmt Derrida Searles Fiktionsdefinition auf), könnte er davon ausgehen, dass die Sicherheitsbeamten das nicht als Fiktion ansähen, sondern als Versuch werten würden, widerrechtlich ins Weiße Haus einzudringen. Die Auseinandersetzung zwischen Searle und Derrida ist für die Bewertung des Verhältnisses von Analytischer Philosophie und Poststrukturalismus zentral.
Die Intentionsthese wird nicht nur wegen der mangelnden Überprüfbarkeit der Intention abgelehnt. Das Problem ist vielmehr, dass auch eine ausdrückliche Erklärung einer Nichtübereinstimmung von fiktivem und realem Tatbestand wirkungslos sein kann. Anders ausgedrückt: man kann nicht einfach behaupten, dass alle Figuren „erfunden“ sind, und damit sicherstellen, dass man nicht zur Verantwortung gezogen wird, falls es doch zu starke Ähnlichkeiten zwischen fiktivem und realem Tatbestand gibt.

#### Fiktion als verabschiedetes Paradigma (A. Assmann)
Die Anglistin Aleida Assmann hat die Auffassung vorgetragen, die Differenz zwischen Fiktion und Realität sei ein „verabschiedetes Paradigma“. Damit ist gemeint, dass in den letzten Jahren in der modernen Gesellschaft das Bedürfnis geschwunden ist, zwischen wahren und bloß erfundenen Tatsachen zu unterscheiden. Ob beispielsweise ein wahrheitsgetreuer oder reißerisch übertriebener Bericht die Fernsehöffentlichkeit erregt, spielt gemäß dieser These heute eine geringere Rolle.
Assmanns Einschätzung ist mehrheitlich zurückgewiesen worden. Im Gegenteil wird zum Beispiel in der Werbung Authentizität gern suggeriert. Rezipienten unterscheiden nach wie vor in der Regel zwischen faktualen und fiktionalen Berichten und passen ihr Verhalten an ein Vorliegen des Fiktionalitätsstatus an.

## Geschichte der Fiktion
Es ist nach wie vor umstritten, ob man die antike und frühmittelalterliche Literatur als im modernen Sinne fiktional bezeichnen kann oder ob es sich nicht um ein recht junges Phänomen handelt. Auch ist man sich nicht einig, ob es in allen Kulturen Fiktion gibt oder gegeben hat. Entsprechend hängt der Streit sehr eng damit zusammen, ob es sich bei Erzählen und Fiktion um anthropologische Grundbestände handelt (also „alle Menschen einander immer schon erfundene Geschichten erzählen“) oder ob diese recht junge kulturelle Phänomene sind. Die folgenden Ausführungen beschränken sich auf die Geschichte der Fiktion in der sogenannten westlichen Welt; ein interkultureller Vergleich steht noch aus.
In der Antike wird zwischen zutreffenden (wahren, wahrscheinlichen) und unzutreffenden (falschen, unwahrscheinlichen) Darstellungen unterschieden. Die Vorstellungen von Wahrheit und Wahrscheinlichkeit unterscheiden sich dabei allerdings deutlich von den modernen Entsprechungen. Der Antike ist durchaus vertraut, Ablehnungsgründe für die Wahrheit oder Wahrscheinlichkeit einer Darstellung zu finden. Etwas kann erlogen, unmöglich oder aber fabelhaft sein. Das Fabelhafte bildet dabei am ehesten eine Vorform der Fiktionalität. (Die klassische Dreiteilung ist die in historia, argumentum und fabula, wobei historia eine wahre, argumentum eine nicht wahre, aber dem Wahren ähnliche und fabula eine nicht nur falsche, sondern überdies unmögliche Erzählung ist.) Die Lüge ist von der fabelhaften Erzählung nicht klar geschieden; diese fehlende Unterscheidung ist der Grund dafür, dass Platon den Vorwurf erhebt, alle Dichter würden lügen: Denn wissentlich Unwahrscheinliches so vorzutragen, als sei es wahrhaftig, ist verwirrend und daher anstößig.
Kompliziert wird die antike Situation durch ein anderes Verständnis von Geschichtsschreibung und dem besonderen Status der Mythen. Historische Schriften werden in der Antike noch beim Kopieren und beim Überliefern verändert, wenn dem neuerlichen Autor bestimmte Dinge unplausibel oder ergänzungswürdig erscheinen. Es ist ihm sogar gestattet, Tatsachenbehauptungen hinzuzufügen, wenn sie wahrscheinlich sind. Ein solches Verhältnis zur historischen Quelle und zum Fakt erschwert es, bei freien Ergänzungen von Fiktion im modernen Sinne zu sprechen. Die Mythen sind gleichfalls problematisch; fabula ist die lateinische Entsprechung von griechisch mythos; der Antike ist durchaus bekannt, dass die Göttergeschichten einen anderen Status besitzen als die Geschichtsschreibung. Dennoch haben die Göttergeschichten eine gewisse religiöse Verbindlichkeit und werden zugleich als mögliche Beschreibungen tatsächlicher Vorkommnisse in der Götterwelt gedeutet. Oftmals gibt es verschiedene, einander ausschließende Varianten (zum Beispiel über die Zeugung der Aphrodite). Es liegt eine ähnliche Situation vor wie bei Heiligen Texten, doch ist die geschichtliche Verbindlichkeit höher. Die Mythen bestehen in der einen einzigen Welt; sie schaffen keine unzulängliche und andere Welt.
Die Situation im Mittelalter ist – zumindest bis zum 12. Jahrhundert – mit dem Altertum weitgehend vergleichbar. Es wird weiterhin zwischen zutreffenden und unzutreffenden Darstellungen unterschieden. Die Garanten für Triftigkeit wechseln jedoch: An die Stelle der Mythologie und der Philosophie treten das Christentum und philosophische Autoritäten wie Aristoteles. Wie in der Antike werden Quellen, Zeugenaussagen, große und kleine Autoritäten sowie Plausibilitätserwägungen zusammen berücksichtigt. Darstellungen in mittelalterlichen Romanen bilden stets mögliche Beschreibungen der Welt, Sichtweisen gewissermaßen, die keine andersartige Welt erzeugen, wie dies für moderne Fiktion charakteristisch ist. Selbst bei Chrétien de Troyes, einem der innovationsreichsten Autoren des Mittelalters, wären Beschreibungen unzulässig gewesen, die den Autoritäten widersprochen hätten. Im Mittelhochdeutschen ist es üblich, von „lüge“ (Lüge) zu sprechen, wenn erzählte Sachverhalte nicht den Tatsachen entsprechen, ohne dass dies zwingend abwertend gemeint ist. Im Anschluss an den lateinischen Ausdruck fabula wird von einer narratio fabulosa gesprochen, wenn eine Erzählung viele unwahre Elemente enthält. Erst etwa im 13. Jahrhundert wächst das Bewusstsein dafür, dass Handlungselemente erfunden werden, dass also nichtwahre Elemente gezielt eingesetzt werden können.
Bei der Bibelexegese wird im Mittelalter angesichts einer immer komplexeren Philosophie eine geschickte Interpretationstechnik erforderlich; es bildet sich eine komplexe Hermeneutik aus. Als unzutreffend oder falsch gilt, was der christlichen Botschaft widerspricht. Doch schon die Widersprüche zwischen Altem und Neuem Testament erzwingen Deutungen, die vom wörtlichen Sinn abweichen. Der Überlieferungszusammenhang und die kanonisierten Deutungen werden wichtiger als der Heilige Text selbst.
Erst in der späteren Neuzeit entsteht Fiktion im modernen Sinne. Im 16. Jahrhundert verbreitet sich dank Philip Sidneys Apology for Poetry die Auffassung, dass Dichter nicht lügen. Im 17. Jahrhundert lassen sich Tendenzen erkennen, die erlauben, eigenständige (autonome) und „selbstbezogene“ andere Welten als die reale zu denken. Deutlich ist der Übergang bei Gottfried Wilhelm Leibniz vollzogen, der das Konzept „möglicher Welten“ vorstellt. Als mögliche Erstlinge der modernen Fiktion werden Don Quijote von Cervantes und Robinson Crusoe von Daniel Defoe diskutiert.
Eine exakte Datierung der Entstehung von Fiktion ist allerdings weder möglich noch sinnvoll, da es nicht um das Hervorbringen neuer Textqualitäten geht, sondern um ein neuartiges Verständnis von Realität und Welt. Dieser Wandel vollzog sich in der Frühen Neuzeit langsam und nicht überall im gleichen Maße. Erst spät begünstigte er das Hervorbringen moderner fiktionaler Literatur. Doch sobald sich ein neuartiges Verständnis von Realität und von Wahrscheinlichkeit ausgebildet hatte, konnten auch viele der früheren Texte – etwa die mittelalterlichen Romane, die Göttliche Komödie von Dante oder die antiken Epen – von da an als fiktional gelesen werden, selbst wenn sie unter Bedingungen verfasst worden waren, in denen es die moderne Fiktion noch nicht gegeben hatte.
Es werden zwei maßgebliche Gründe für das Entstehen von Fiktion genannt. Der erste, kleinere Grund liegt in der „Entdeckung der Neuen Welt“ und mit der damit einhergehenden Erfahrung, dass es völlig andere Lebensräume geben kann. Der zweite, gewichtigere Grund besteht im Aufkommen des Rationalismus – vor allem mit René Descartes’ radikaler Infragestellung aller bestehenden Wahrheiten. Der Rationalismus verlangt eine kritische Prüfung der Voraussetzungen sicheren Wissens. Die zuvor erlaubten Schwebezustände zwischen wahren und plausiblen Aussagen geraten in Diskredit. Texte – auch dichterische – müssen sich von da an hinsichtlich ihres Wahrheitsanspruchs und damit des Weltbezugs ausweisen.

### Klassische fiktionstheoretische Schriften
- Dorrit Cohn: The Distinction of Fiction. Johns Hopkins University Press, Baltimore MD u. a. 1999, ISBN 0-8018-5942-5 (Sammlung auch älterer Aufsätze von Dorrit Cohn).
- Gottfried Gabriel: Fiktion und Wahrheit. Eine semantischen Theorie der Literatur. (= Problemata. 51). Frommann-Holzboog, Stuttgart 1975, ISBN 3-7728-0573-6.
- Gérard Genette: Fiction et diction. Seuil, Paris 1991, ISBN 2-02-012851-9 (Deutsche Übersetzung: Fiktion und Diktion. Fink, München 1992, ISBN 3-7705-2771-2).
- Käte Hamburger: Die Logik der Dichtung. Klett, Stuttgart 1957 (4. Auflage. Klett-Cotta, Stuttgart 1994, ISBN 3-608-91681-4).
- Wolfgang Iser: Das Fiktive und das Imaginäre. Perspektiven literarischer Anthropologie. Suhrkamp, Frankfurt am Main 1991, ISBN 3-518-58077-9.
- Kendall L. Walton: Mimesis as Make-Believe. On the Foundations of the Representational Arts. Harvard University Press, Cambridge MA u. a. 1990, ISBN 0-674-57619-5.
- Klaus W. Hempfer: „Zu einigen Problemen einer Fiktionstheorie“, in: Zeitschrift für französische Sprache und Literatur 100 (1990), S. 109–137.

### Aktuelle literaturwissenschaftliche und soziologische Arbeiten
- Martin Andree: Archäologie der Medienwirkung. Faszinationstypen von der Antike bis heute. (Simulation, Spannung, Fiktionalität, Authentizität, Unmittelbarkeit, Geheimnis, Ursprung). Fink, München 2005, ISBN 3-7705-4160-X (Zugleich: Köln, Univ., Diss., 2004).
- J. Alexander Bareis: Fiktionales Erzählen. Zur Theorie der literarischen Fiktion als Make-Believe. (= Göteborger germanistische Forschungen. 50). Acta Universitatis Gothoburgensis, Göteborg 2008, ISBN 978-91-7346-605-9, (Zugleich: Göteborg, Univ., Diss., 2007).
- Thorsten Benkel: Soziale Welt und Fiktionalität. Chiffren eines Spannungsverhältnisses. Kovac, Hamburg 2008, ISBN 978-3-8300-3112-3 (Socialia 89).
- Remigius Bunia: Faltungen. Fiktion, Erzählen, Medien. (= Philologische Studien und Quellen. 202). Erich Schmidt, Berlin 2007, ISBN 978-3-503-09809-5, (Zugleich: Siegen, Univ., Diss., 2006).
- Elena Esposito: Die Fiktion der wahrscheinlichen Realität. (= Edition Suhrkamp. 2485). Suhrkamp, Frankfurt am Main 2007, ISBN 978-3-518-12485-7.
- Stephanie Metzger: Theater und Fiktion. Spielräume des Fiktiven in Inszenierungen der Gegenwart. (= Theater. 18). transcript, Bielefeld 2010, ISBN 978-3-8376-1399-5, (Zugleich: München, Univ., Diss., 2009).
- Jürgen H. Petersen: Die Fiktionalität der Dichtung und die Seinsfrage der Philosophie. Fink, München 2002, ISBN 3-7705-3758-0.
- Frank Zipfel: Fiktion, Fiktivität, Fiktionalität. Analysen zur Fiktion in der Literatur und zum Fiktionsbegriff in der Literaturwissenschaft. (= Allgemeine Literaturwissenschaft – Wuppertaler Schriften. 2). Erich Schmidt, Berlin 2001, ISBN 3-503-06111-8, (Zugleich: Mainz, Univ.3-503-06111-8, Diss., 1999).

### Aktuelle kognitionspsychologische Arbeiten
- Richard J. Gerrig: Experiencing Narrative Worlds. On the Psychological Activities of Reading. Yale University Press, New Haven CT u. a. 1993, ISBN 0-300-05434-3.
- Lisa Zunshine: Why we Read Fiction. Theory of Mind and the Novel. Ohio State University Press, Columbus OH 2006, ISBN 0-8142-1028-7.

### Sammelwerke
- Dieter Henrich, Wolfgang Iser (Hrsg.): Funktionen des Fiktiven. (= Poetik und Hermeneutik. 10). Fink, München 1983, ISBN 3-7705-2056-4.
- Maria E. Reicher (Hrsg.): Fiktion, Wahrheit, Wirklichkeit. Philosophische Grundlagen der Literaturtheorie. (= KunstPhilosophie. 8). Mentis-Verlag, Paderborn 2006, ISBN 3-89785-354-X.